# Allocyclosa bifurca
Allocyclosa bifurca (McCook, 1887) è un ragno appartenente alla famiglia Araneidae.
È l'unica specie nota del genere Allocyclosa.

## Etimologia
Il nome deriva dal greco ᾶλλος, àllos, cioè di altro tipo, di altro genere, e Cyclosa, genere della famiglia Araneidae, che, per la forma alquanto circolare dell'opistosoma, a sua volta deriva dal greco κὺκλος, kyklos, cioè cerchio, circolare.

## Distribuzione
La specie è stata rinvenuta in varie località dell'America settentrionale e centrale (dagli USA a Panama) e sulle isole di Hispaniola e Cuba.

## Tassonomia
Per la determinazione delle caratteristiche della specie tipo, sono state considerate le analisi degli esemplari di Cyclosa bifurca (McCook, 1887), nello studio di Levi del 1999.
Dal 2002 non sono stati esaminati altri esemplari, né sono state descritte sottospecie al 2013.

### Sinonimi del genere
- Allocyclosa furcata (O. P.-Cambridge, 1898), esemplare trasferito qui dal genere Cyclosa Menge, 1866 e posto in sinonimia con A. bifurca (McCook, 1887) a seguito di un lavoro dell'aracnologo Levi del 1999[2].